# Eneagramska prizma (9/2)
| Eneagramska prizma (9/2) | Eneagramska prizma (9/2) |
| ------------------------ | ------------------------ |
|                          |                          |
| Vrsta                    | uniformni polieder       |
| Stranske ploskve         | 2 eneagrama 9 kvadratov  |
| Robovi                   | 27                       |
| Oglišča                  | 18                       |
| Konfiguracija oglišča    | 9/2.4.4                  |
| Wythoffov simbol         | 2 2 9/2 \| 2             |
| Simetrija                | D9h                      |
| Dualni polieder          | eneagramska bipiramida   |
| Lastnosti                | nekonveksna              |
| Slika oglišč             |                          |

Eneagramska prizma (9/2)  je v geometriji je ena v neskončni množici nekonveksnih prizem, ki jih sestavljajo trikotne stranske ploskve in dva pokrova, ki sta v tem primeru eneagrama {9/2}.